# Bram Oostvogels
Bram Oostvogels (Maasmechelen, 22 september 1984) is een Belgisch voormalig voetballer. Oostvogels begon zijn carrière als aanvaller en eindigde als middenvelder.

## Carrière
Oostvogels speelde in de jeugd van FC Apollo 74 Gellik, SK Tongeren en KRC Genk. Bij die laatste maakte hij op 1 november 2003 zijn profdebuut in de competitie tegen Antwerp FC, waar hij in de 87e minuut mocht invallen voor Mirsad Beslija. Ook op de twee volgende speeldagen mocht hij tegen AA Gent en STVV invallen. De grote doorbraak bij Genk bleef echter uit, waarop hij in 2004 net als Bram Criel en Rachid Tibari overstapte naar tweedeklasser K. Beringen-Heusden-Zolder. Na het faillissement van de club stapten Oostvogels en Criel over naar reeksgenoot Verbroedering Geel. Daar stond Oostvogels geregeld aan de kant met blessureleed. Na twee seizoenen ging ook Geel failliet.
In mei 2008 tekende Oostvogels bij derdeklasser Excelsior Veldwezelt, maar nog voor het einde van de zomertransfermarkt tekende hij bij vierdeklasser KVV Heusden-Zolder. Na een seizoen stapte hij over naar provincialer KFC Helson Helchteren, waar hij in januari 2010 een punt achter zijn carrière zette.